# Метеорологічне управління Японії

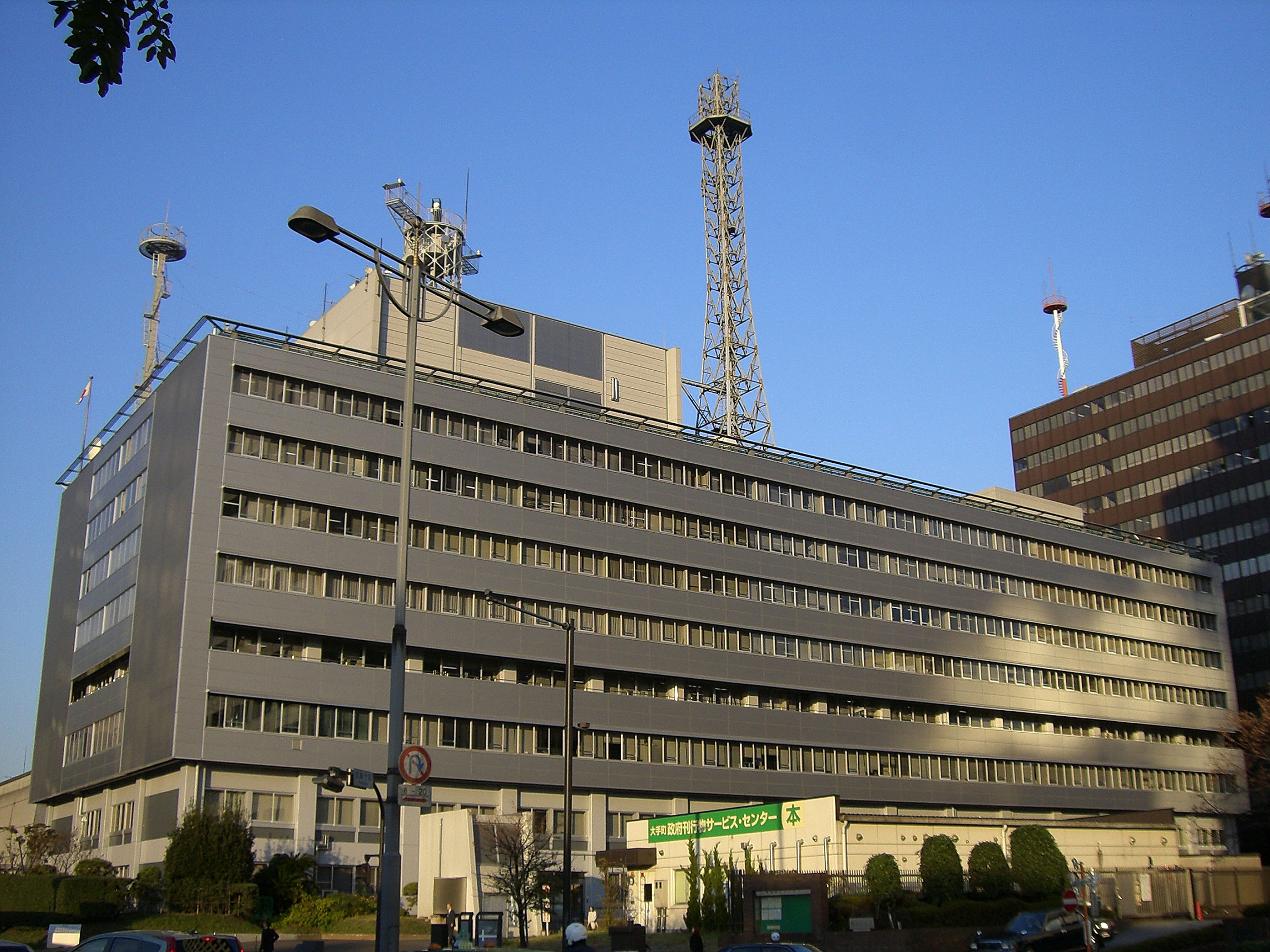
Будівля Метеорологічного управління Японії

Метеорологічне управління Японії (яп. 気象庁, きしょうちょう, кісьо-тьо; англ. Japan Meteorological Agency、JMA) — центральний орган виконавчої влади в Японії, що збирає й аналізує метеорологічну інформацію. Складова Кабінету Міністрів, допоміжна установа Міністерства землі та транспорту Японії. Розташована в районі Тійода, Токіо.

## Короткі відомості
Згідно з Законом про Метеорологічне управління від 1952 року управління робить свій внесок у примноження громадського добробуту шляхом проведення метеорологічних спостережень на території Японії, а також співпрацює з метеорологічними установами світу.
Засноване 1 січня 1887 року як Центральна метрологічна станція (яп. 中央気象台, кириліз.: тюо кісьо-дай). До 1895 року перебувало під контролем Міністерства внутрішніх справ Японії, після чого було перепорядковане Міністерству культури. Від 1943 року підпорядковувалося Міністерству транспорту, а від 2001 року — Міністерству землі та транспорту. 1956 року станція була перейменована на Метеорологічне управління Японії.
Надає результати метеорологічних спостережень населенню через засоби масової інформації. До цих результатів належать прогнози погоди, відомості про землетруси і виверження вулканів, метеорологічні попередження тощо. Контролює 627 регіональних метеорологічних станцій по всій Японії. Нагляд за метеорологічними супутниками здійснює Метеорологічний супутниковий центр у Кійосе, Токіо.

## Структура
- Метеорологічний супутниковий центр (яп. 気象衛星センター, きしょうえいせいセンター, кісьо ейсей сента) — орган Метеорологічної служби Японії. Знаходиться в місті Кійосе, Токіо. Здійснює контроль за метеорологічними супутниками, займається збором і опрацюванням інформації супутників.